# Автосцепка Шарфенберга
Автосце́пка Ша́рфенберга — автоматическое сцепное устройство жёсткого типа, применяемое на железнодорожном и легкорельсовом транспорте Европы, России, стран СНГ для сцепления между собой единиц подвижного состава. В сцепке Шарфенберга осуществляется одновременное механическое соединение и подключение электрических цепей. Сцепка применяется, как правило, только на электрических моторвагонных поездах, где её сложность оправдана удобством эксплуатации.
В России сцепка данного вида получила применение на метровагонах, некоторых типах трамвайных вагонов (например, Татра Т6В5), а также на высокоскоростных электропоездах  «Сапсан» и пригородных «Ласточка».
Сцепка названа по имени её изобретателя — Карла Шарфенберга. В немецком языке данный вид сцепных устройств обозначается Scharfenbergkupplung или кратко Schaku, в России у неё также есть своё краткое неофициальное название — «Шарф».
Особенностью сцепки является нехарактерная для других сцепок возможность расцепить её под нагрузкой. Полезного применения эта возможность не нашла, но из-за неё сцепка склонна к саморасцепам, особенно при разной степени износа сцепок соседних вагонов. Поэтому необходимы средства фиксации дисков в сцепленном состоянии. К особенностям следует также отнести трудности в сцеплении вагонов в кривой.

## Порядок работы
Зацепление в сцепке Шарфенберга проходит в три стадии, изображённые на рисунке:
1. вагоны сближаются, серьга автосцепки попадает в воронку и отверстие на ответной части, где упирается в диск замка;
2. вагоны продолжают сближаться, серьга, упираясь в диск замка противоположной сцепки, поворачивает диск на своей стороне. По окончании сближения серьга попадает в прорезь на диске;
3. под действием пружины диск возвращается в исходное положение, при этом серьга остаётся зафиксированной в прорези.

Сработавшая сцепка не расцепляется, потому что силы, действующие на каждый из дисков с двух сторон от двух серёг, равны. За счёт формы передней поверхности сцепки удаётся избежать перемещения сработавшей сцепки как в горизонтальной, так и в вертикальной плоскости относительно противоположной, что позволяет размещать на ней электрические разъёмы и фланцы трубопроводов. При этом разные вагоны, оснащённые одинаковой сцепкой, могут быть несовместимы из-за разной электрической схемы и конструкции разъёмов.